# Eau potable et assainissement en Colombie
L'approvisionnement en eau et l'assainissement en Colombie ont été grandement améliorés au cours des décennies passées. Entre 1990 et 2008, l'accès à l'assainissement est passé de 79 % à 86 % tandis que l'accès à l'eau augmentait légèrement, passant de 88 % à 92 %. La couverture dans des zones rurales reste particulièrement en retrait. En outre, malgré des améliorations, la qualité de l’eau et des services d'assainissement reste insuffisante. Par exemple, seulement 72 % des clients qui reçoivent des services publics ont eu de l'eau de qualité potable et, en 2006, seulement 25 % des eaux usées produites dans le pays ont subi un traitement quelconque.
En comparant avec d'autres pays d'Amérique latine, les caractéristiques du secteur colombien sont des niveaux élevés d'investissements, une tarification plus chère, l'existence de grandes entreprises publiques efficaces et une participation forte et stable du secteur privé au niveau local. Grâce à la Constitution de 1991 en Colombie, la participation du secteur privé, qui était limitée jusqu'alors, s'est vue avoir un rôle plus important dans l'industrie de l'eau et a connu un véritable essor avec la loi 142 de 1994. Le secteur de l'approvisionnement en eau et de l'assainissement en Colombie est complètement décentralisé, avec des administrations municipales normatives (appelées municipalités) qui sont responsables de fournir des services dans leur zone de juridiction géographique, tant en milieu urbain que dans les zones rurales. Que ce soit de façon directe ou indirecte, le gouvernement national ne réalise la prestation de ces services dans aucun endroit du pays.

## Vue d'ensemble
La politique sectorielle globale, introduite en 1994, vise à accroître les investissements d'accès à l'eau potable et de traitement des eaux usées : des transferts ciblés de pouvoirs de l'État aux municipalités sont réalisés dans le but d'améliorer la qualité de service et l'efficacité. Cette politique favorise la participation du secteur privé dans les zones les plus pauvres du pays où les infrastructures ne se portent pas bien. Des organismes de réglementation autonomes sont créés au niveau national, entraînant des coûts accrus, pour protéger les plus pauvres grâce à des subventions croisées sous forme de tarifs basés par secteur. Cette même politique a été poursuivie et affinée par différents gouvernements consécutifs.
Les responsabilités dans le secteur sont divisées comme suit :
- Le Vice-ministère de l'Eau et de l'Assainissement, créé en octobre 2006 et dépendant du Ministère de l'Environnement, du Logement et du Développement Territorial est responsable de la politique règlementaire du secteur[2].
- La régulation est de la responsabilité de deux institutions séparées au niveau national, la Comisión de Regulación de Agua Potable y Saneamiento Básico (CRA ou Commission de régulation des services d'alimentation en eau potable et d'assainissement basique) et la Superintendencia de Servicios Públicos Domiciliarios (SSPD ou Surintendance des services publics domiciliaires), une agence régulatrice multi-sectorielle[3].
- Le service d'approvisionnement est sous la responsabilité, en 2004, de 1 500 prestataires de services d'eau et d'assainissement dans les zones urbaines et plus de 12 000 organisations communales fournissant des services dans des secteurs ruraux et péri-urbains[4]. Tandis que la plupart des prestataires de services urbains sont publics, on dénombrait, en 2004, 125 entreprises privées et 48 sociétés d'économie mixte dans le pays.

Le pouvoir d'achat des Colombiens a souffert : les tarifs de l'eau pour les particuliers connaissent une augmentation significative. Entre 1990 et 2001, le tarif moyen en Colombie pour l'approvisionnement en eau et son traitement, est passé de 0,32 dollar américain par mètre cube à 0,81 $/m3, soit une augmentation de 152 %. En conséquence, 24 % des investissements ont été autofinancés par les services publics en 2004. D'autres caractéristiques du secteur sont l'existence de quelques grandes et performantes entreprises publiques, une participation forte et stable par le secteur privé local au niveau des prestations de services et quelques organisations de proximité performantes dans les zones péri-urbaines.
Lors des mandats présidentiels d'Álvaro Uribe, le gouvernement a lancé un certain nombre de mesures complémentaires pour accélérer l'augmentation de l'accès aux services d'approvisionnement en eau et d'assainissement, telles que le renforcement du rôle des ministères dans la gouvernance du secteur, un programme pour les quartiers marginaux urbains et une augmentation des investissements pour le traitement des eaux usées.

## Histoire
Le secteur de l'eau et de l'assainissement en Colombie a subi un cycle de centralisations et de décentralisations lors des dernières décennies. Depuis la promulgation d'une nouvelle politique sectorielle globale en 1994, divers gouvernements ont poursuivi les mêmes orientations de base, y compris les transferts ciblés aux municipalités, la participation du secteur privé, la réglementation, la gestion de la tarification et un système de subventions croisées.

### Centralisation
Lors de la première moitié du XXe siècle, l'approvisionnement des services d'alimentation en eau et d'assainissement était sous le contrôle d’un État central qui a commencé à intervenir au niveau de ces prestations de services vers les années 1920. La responsabilité de l'approvisionnement et de gestion des services d'alimentation en eau et d'assainissement a été assignée en 1930 aux municipalités qui ont été ainsi classées en trois catégories en fonction de leur population :
- les municipalités ayant moins de 3 000 habitants étaient considérées comme rurales avec des besoins moindres et n'étaient pas incluses à l'intérieur du programme de financement ;
- les municipalités ayant une population comprise entre 3 000 et 20 000 habitants recevaient des apports de la Nation et de leur département respectif pour la construction des infrastructures et réalisaient des apports personnels selon leur capacité financière ;
- les municipalités de plus de 20 000 habitants devaient financer la construction des systèmes par leurs propres moyens et recevaient des apports jusqu’à 50 % du service de la dette contractée pour le financement des infrastructures.

Bien que les municipalités fussent autonomes en matière de construction et d’opération des systèmes d'alimentation en eau et d'assainissement, le Ministère de Travaux Publics contrôlait les tarifs. En 1936, via la Loi 65,1 % des ressources fiscales était destiné à ce secteur avec l'objectif d'étendre l'approvisionnement d'eau potable. Le Fondo de Fomento Municipal (FFM ou Fonds de développement municipal) a été créé en 1940 avec l'objectif de fournir des apports aux municipalités pour qu'elles puissent financer les infrastructures d'alimentation en eau et d’assainissement.
En 1950, à l'instar de nombreux autres pays, un système centralisé a été adopté et l'Instituto de Fomento Municipal (INSFOPAL ou Institut de développement municipal) a été créé, assumant les fonctions du FFM avec de nouvelles ressources provenant d'autres rentes. Il avait pour fonctions le financement, la planification, la construction, la maintenance et l'administration des services dans les municipalités. Avec la réforme constitutionnelle de 1968, l'INSFOPAL a cessé de dépendre du Ministère du Développement Économique pour dépendre du Ministère de la Santé, et son champ d’action s’est limité aux villes de plus de 2 500 habitants. L' Instituto Nacional de Programas Especiales de Salud (INPES ou Institut National des Programmes Spéciaux de Santé), qui a pris plus tard le nom d' Instituto Nacional de Salud (INS ou Institut National de Santé), a été mis en place pour les municipalités ayant moins de 2 500 habitants dans une zone urbaine.
La Junta Nacional de Tarifas (Junte Nationale des Tarifs) a été créée en 1968 en tant qu’organe assigné au Departamento Nacional de Planeación   (DNP ou Département National de Planification) dans le but de diminuer l'ingérence politique dans la définition des tarifs et d’améliorer le recouvrement des coûts des prestations des services. La Junte a établi des tarifs différents selon les strates et l’utilisation (résidentiel, industriel, commercial et bureau) de telle façon que l'octroi d'allocations soit nécessaire.

### Décentralisation
Dans les années 1980, le secteur est en crise, ce qui se caractérise par de faibles investissements, un faible recouvrement des coûts et une mauvaise qualité des services dans la majeure partie du pays. En conséquence, en 1986, dans le cadre d'un changement dans les politiques sectorielles, l'INSFOPAL s'est séparé de ses filiales départementales (EMPOS ou Empresas de Obras Sanitarias) et municipales (ACUAS ou  Sociedades de Acueductos y Alcantarillados) qui ont été converties en instituts décentralisés d'ordre départemental et municipal chargé de l'exécution et de l'opération des projets. Cependant, certaines municipalités ont pris la responsabilité des prestations de services au niveau local et ainsi créé des entreprises municipales. Le cas le plus remarquable est illustré par les Entreprises publiques de Medellín (EPM ou Empresas Públicas de Medellín), un service multisectoriels appartenant à la municipalité, créé en 1955.
Avec le décret 77 de 1987, le gouvernement décide de démanteler l'INSFOPAL en 1987 et de confier de nouveau la responsabilité des prestations des services aux municipalités après quatre décennies, à l'exception de certains cas comme le département du Valle del Cauca où les compagnies régionales ont continué de fournir les services. L'objectif de la réforme de 1987 était de réduire les prix et les altérations des prestations des services pour l'eau potable et l'assainissement basique, tels l'octroi d'allocations importantes et l'interférence politique dans la tarification. De plus, cette réforme cherchait à rendre l'approvisionnement du service plus efficient.
La Loi 81 de 1988 a établi que la politique de prix pouvait être exercée au moyen de modalités de contrôle direct, de liberté régulée et surveillée. Ainsi, en 1992, la Junte Nationale des Tarifs a défini que les tarifs approvisionnement en eau et d'assainissement seraient soumis au régime de la liberté régulée et a délégué aux municipalités et districts la compétence de fixer les prix par eux-mêmes.
En 1991, la nouvelle Constitution de la Colombie a défini les services publics comme l'un des services essentiels qui contribuent au bien-être de la population. Dès lors, l'État a eu la responsabilité finale d'assurer la prestation de ces services aux citoyens (article 365) ainsi que l'obligation de surveiller et de contrôler leur mise en place (article 334). La Constitution a également attribué un rôle important au secteur privé, les services pouvant être soit fournis directement par l'État soit délégués au secteur privé ou à toutes organisations locales (article 365).

### La nouvelle politique globale du secteur de 1994

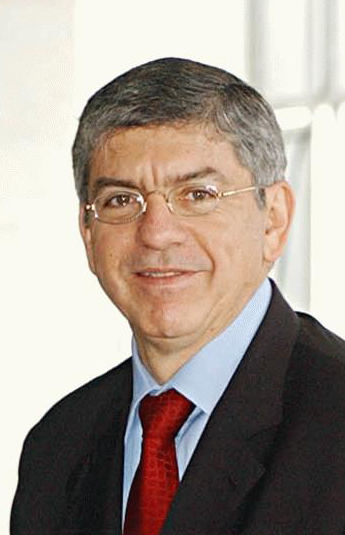
César Gaviria.

Les deux gouvernements libéraux de César Gaviria (1990-1994) et Ernesto Samper (1994-1998) ont poursuivi une politique d'ouverture économique et de modernisation des entreprises. Dans l'esprit de ces politiques, le gouvernement a établi une nouvelle politique sectorielle globale. Les investissements pour l'alimentation en eau et le traitement des eaux usées sont augmentés. Ce sont les municipalités qui gèrent au niveau local (décentralisation). Le but est d'améliorer la qualité du service et l'efficacité, d'encourager la participation du secteur privé dans les régions les plus pauvres du pays où les services publics ne fonctionnent pas bien. Des organismes autonomes de régulation sont mis en place au niveau national, ces efforts entraînant une nouvelle tarification qui a pour but de protéger les régions plus pauvres grâce à des subventions croisées sous forme de tarifs par zone (augmentation artificielle des prix dans les zones peuplées et aisées en approvisionnement pour subventionner et diminuer le prix de vente dans les régions rurales et mal desservies).
La base de cette politique sectorielle a été créée par la loi 142 de juillet 1994, à la fin du mandat présidentiel de César Gaviria. Bien que quelques modifications aient été apportées à cette loi en 2001, cette politique se poursuit aujourd'hui, et ce malgré plusieurs changements de gouvernements.
La Loi 142 de 1994, entrée en vigueur le 11 juillet 1994, est une loi des services publics qui couvre tous les secteurs dans un cadre cohérent et fédérateur. Elle a préconisé l'adoption de tarifs de recouvrement des coûts pour les services publics et a établi des limites sur l'importance des subventions croisées entre clients. Elle a créé la Superintendencia de Servicios Públicos Domiciliarios (SSPD ou Surintendance des services publics domiciliaires) qui a la charge d'assurer une supervision et un contrôle adéquat des services publics. Cette loi a également défini les fonctions de trois commissions de régulation:
- la Comisión de Regulación de Agua Potable y Saneamiento Básico (CRA ou Commission de régulation de l'eau et de l'assainissement);
- la Comisión de Regulación de Energía y Gas (CREG ou Commission de régulation de l'électricité et du gaz);
- la Comisión de Regulación de Comunicaciones (CRC ou Commission de régulation des télécommunications).

Dans le secteur de l'eau, selon la loi 142 des services publics de 1994, les maires ont l'obligation de servir leurs administrés en eau potable. Le système de subventions croisées devient obligatoire, les tarifs devenant modulables selon la classe sociale des consommateurs et les plus aisés subventionnant les plus modestes. D'après l'article 87 de cette loi, des critères d'efficacité économique, de neutralité, de solidarité, de redistribution, d'autonomie financière, de simplicité et de transparence ont été établis pour définir le régime tarifaire. Grâce à la mise en œuvre de ces critères, la loi 142 de 1994 a cherché à étendre la couverture et à améliorer la qualité des services.
En 1995, la première concession pour l'approvisionnement en eau et l'assainissement en Colombie a été donnée à une entreprise mixte (public-privé) dans la ville de Carthagène des Indes, suivie d'une deuxième concession à Barranquilla en 1996; les concessions ont été plus nombreuses les années suivantes. En 2002, le gouvernement a lancé un programme de modernisation des entreprises afin d'introduire la participation du secteur privé également dans les petites municipalités et moyennes entreprises, conduisant à des améliorations significatives de la qualité et de l'efficacité de la prestation de services dans certaines municipalités.
Entre 1996 et 2001, en prenant en compte les données pour les villes de Bogota, Cali, Medellín, Barranquilla, Bucaramanga et Carthagène, une étude de la SSPD montre que la consommation moyenne d'eau potable par raccordement a diminué de 22 %. Cette tendance générale, constatée en Colombie, s'explique notamment par les importantes augmentations de tarifs et par l'inclusion des utilisateurs à faible revenu qui n'avaient pas accès à l'eau courante avant.

### Évènements depuis 2001
Le gouvernement d'Álvaro Uribe a voulu augmenter rapidement la couverture, dépassant les objectifs du millénaire pour le développement pour le secteur et améliorer la qualité du service, en particulier dans les petites villes et les zones rurales, qui ont le plus grand besoin de l'amélioration des services.
En 2004, le décret 287 définit les différents critères et la méthodologie à utiliser pour déterminer les tarifs dans le secteur de l'approvisionnement en eau et de l'assainissement.
À la fin de l'année 2006, un vice-ministère de l'Eau et de l'Assainissement a été créé. Il a lancé quatre nouveaux programmes:
- Département de l'Eau et des plans d'assainissement;
- Programa de Saneamiento par Asentamientos (SPA), dans le cadre d'un programme d'amélioration de quartier intégré;
- Programme municipal d'assainissement des eaux usées afin d'augmenter le taux de l'eau municipale traitée;
- Programme pour se laver les mains.

Le programme du Département de l'Eau et des Plans d'Assainissement fournit des services tels que la planification et l'harmonisation des ressources et il a des systèmes régionaux de prestation de services pour chaque département du pays. Le programme sera d'abord mis en œuvre dans quatre régions qui ont certainement les conditions les plus difficiles: Sucre, Córdoba, Magdalena et La Guajira. Le programme vise également à remédier à la fragmentation du secteur dans de nombreuses petites unités permettant de bénéficier d'économies d'échelle.

## La responsabilité de l'approvisionnement en eau et de l'assainissement

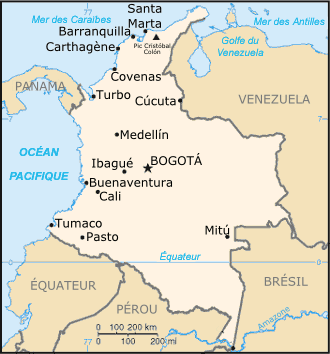
Carte de la Colombie.

Les responsabilités et les politiques actuelles dans le secteur de l'eau et de l'assainissement en Colombie sont principalement définies dans la constitution de 1991 et dans la loi 142 de 1994 (Ley de Servicios Públicos Domiciliarios).

### Politiques et réglementations
Le Vice-Ministère de l'eau et de l'assainissement (créé en octobre 2006 au sein du ministère de l'Environnement, du Logement et du Développement Territorial) est chargé de la mise en place de la stratégie du secteur. Cette politique sectorielle est définie dans le cadre de la politique nationale établie par le Departamento Nacional de Planeación (DNP ou Département National de Planification), un ministère technique placé directement sous l'autorité de la présidence et qui a  élaboré la formule de l'entreprise mixte pour les différentes agglomérations de la côte caribéenne colombienne.
La responsabilité de réglementer les services d'eau incombe à deux établissements distincts au niveau national. La Comisión de Regulación de Agua Potable y Saneamiento Básico (CRA) définit des critères de prestations de service efficaces et fixe les règles de révision tarifaire, mais n'est pas chargée de contrôler l'application de ces règles. En effet, cette dernière est du ressort de la Superintendencia de Servicios Públicos Domiciliarios (SSPD), une agence de régulation multi-sectorielle.
Les objectifs du gouvernement sont d'améliorer la performance du secteur de l'eau et de l'assainissement par le biais de différentes mesures :
- le renforcement du cadre règlementaire;
- la mise en œuvre de programmes d'assistance technique;
- un appui financier afin de promouvoir la modernisation, la gestion efficace tout en subventionnant les pauvres;
- une rationalisation du cadre institutionnel au niveau national pour améliorer la coordination dans le secteur. Le gouvernement appuie également la participation du secteur privé dans le secteur.

### Les prestations de services
Les municipalités colombiennes se doivent de « veiller à ce que leurs habitants bénéficient de services nationaux d'approvisionnement en eau et d'assainissement d'une manière efficace par des entreprises publiques ». Par conséquent, les services publics sont directement responsables de la prestation de services, sauf pour certains cas particuliers définis par la loi, dans lesquels les municipalités peuvent offrir les services directement. Dans les zones rurales et certaines zones urbaines marginales, les conseils communaux de l'eau offrent également des services d'approvisionnement en eau.
Au cours des dernières années, le nombre d'entreprises a augmenté et la prestation directe de services par les municipalités a diminué. Pour simplifier le processus d'évolution de la structure de propriété des fournisseurs, les services municipaux ont été transformées sous forme d'entreprises publiques, qui permettent la participation du secteur privé sans une nouvelle modification du statut juridique. En 2006, les entreprises publiques représentent 53 % des fournisseurs, le reste étant composé par les fournisseurs municipaux (15 %), les entreprises privées (12 %), les compagnies officielles qui sont des entreprises non spécialisées dans l'eau et l'assainissement (13 %), les sociétés d'économie mixte (6 %) et les organisations autorisées (1 %). En incluant également les petites structures, il y avait en 2004 plus de 1 500 fournisseurs de services d'eau et d'assainissement dans les zones urbaines et plus de 12 000 organismes communautaires offrant des services dans les zones rurales.
Selon une étude de la Banque mondiale, le secteur est caractérisé par un degré élevé de fragmentation, ce qui rend difficile la réalisation d'économies d'échelle ou le financement d'installations de petite taille requises pour obtenir un service de meilleure qualité. Pour résoudre ce problème, la création d'entreprises régionales a été suggéré.

#### Les zones urbaines
La plupart des villes colombiennes - dont les trois plus grandes, Bogota, Medellín et Cali - sont desservies par les services publics. Toutefois, le secteur privé joue également un rôle important, avec 125 entreprises privées et 48 entreprises semi-publiques de l'eau en 2004 parmi les 1 500 prestataires de services urbains.

##### Les services publics

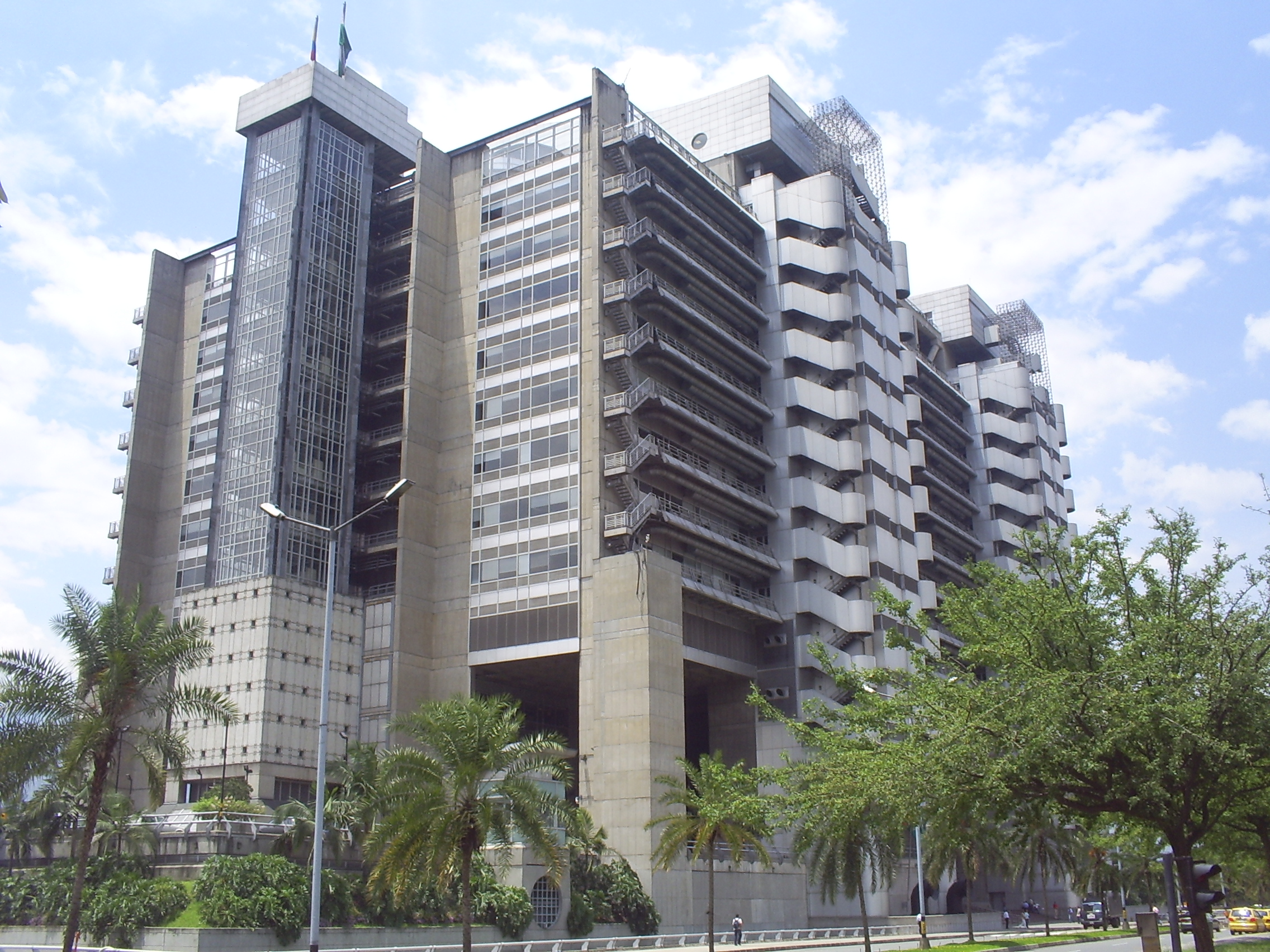
Siège social des Entreprises publiques de Medellín à Medellín.

Certaines des plus grandes villes de Colombie hébergent des services publics performants, certains d'entre eux offrant de multiples services, d'autres étant spécialisés dans l'eau et l'assainissement seulement. Les Entreprises publiques de Medellín sont un service municipal multi-sectoriel chargé de l'approvisionnement en eau, de l'assainissement, de la gestion des déchets solides, de la production d'électricité et de la distribution ainsi que des télécommunications locales à Medellín et dans ses environs.
Un autre service multi-sectoriel, les Entreprises municipales de Cali, gère une ligne fixe de télécommunications locales, Internet, l'eau potable, les eaux usées et l'électricité pour quelque 600 000 clients. EMCALI a subi des pertes financières en raison de lourdes obligations de paiement à la suite d'un accord d'achat d'électricité signé en 1997 avec un producteur d'électricité indépendant, TermoEmcali.
La capitale de la Colombie, Bogotá, est desservie par un service d'eau et d'assainissement, l'Empresa de Acueducto y Alcantarillado de Bogotá (EAAB).

##### La participation du secteur privé

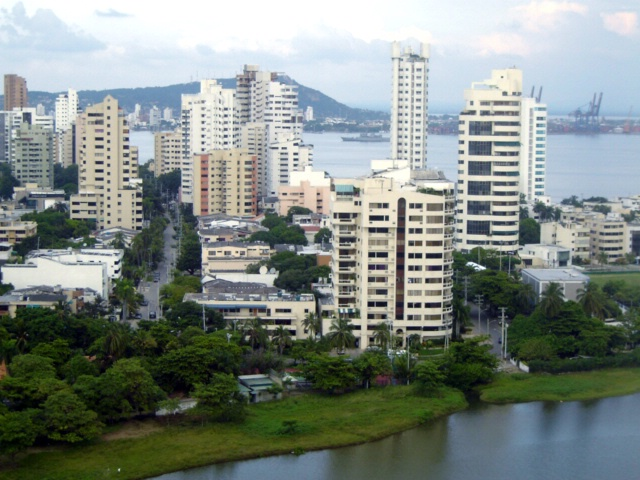
Carthagène

En 2005, selon la CRA, il y avait 2 886 opérateurs distribuant de l'eau et 1 071 opérateurs qui géraient le traitement des eaux usées.
La participation du secteur privé dans le secteur de l'eau et de l'assainissement en Colombie a été beaucoup plus stable que dans d'autres pays d'Amérique latine. Par exemple, en 2004, il y avait 125 entreprises privées et 48 sociétés d'économie mixte en Colombie, en incluant toutes les entreprises, quelle que soit leur taille. L'implication du secteur privé dans le secteur de l'eau colombien a ainsi commencé en 1995 à Carthagène, avec le soutien de la Banque mondiale. Les exemples les plus importants sont ceux de Carthagène, Barranquilla, Santa Marta, Tunja, Montería, Palmira, Girardot et Riohacha. Les opérateurs sont, dans une large mesure, Colombiens. La performance globale des services publics avec la participation du secteur privé s'est améliorée, dans certains cas de façon spectaculaire, et certaines villes - comme Barranquilla - ont connu des succès impressionnants dans l'élargissement de la couverture pour les citadins pauvres.
Selon un rapport de la Banque mondiale, la clé du succès de la participation du secteur privé dans le secteur de l'eau colombien a été l'élaboration de solutions locales et, parfois, l'adaptation habile de modèles utilisés ailleurs aux consommateurs locaux en tenant compte de la culture de la Colombie.
La World Bank's Private Participation in Infrastructure Database montre que, pour la période comprise entre 1995 et 2006, les engagements d'investissement privé dans l'approvisionnement en eau et pour l'assainissement s'élevaient à 940 millions de dollars à travers 51 opérations. Ces dernières se sont réparties entre 27 concessions, 2 projets totalement nouveaux et 22 contrats de gestion et de location.

#### Les petites villes et les zones péri-urbaines
Dans certaines villes plus petites et zones péri-urbaines, il existe des exemples de réussite pour l'approvisionnement en eau et l'assainissement par les organismes communautaires et les entreprises régionales, ce qui dans certains cas, sert d'exemple en termes d'autonomisation des communautés, de transparence et de responsabilité.
Voici plusieurs exemples :
- L'association régionale, Acuavalle S.A. ESP, fournit de l'eau potable et s'occupe de l'assainissement pour 582 000 habitants dans 33 communes du département de Valle del Cauca. Elle a été fondée en tant que société anonyme publique à but non lucratif en 1959. Les actionnaires de la société sont le département de Valle del Cauca, la Corporación Autónoma del Valle del régionales Cauce et 33 municipalités qui sont desservies par ces prestations.
- La Junta del Administradora Acueducto La Sirena en el Valle del Cauca, dans la banlieue sud-ouest de Cali, gérait, en 2006, 778 connexions résidentielles, offrant un service continu à environ 4 200 utilisateurs[A 2]. Elle exploite un système d'égouts et une station d'épuration des eaux usées. La consommation d'eau est mesurée. Le tarif mensuel moyen est de 2,3 $ pour 28 m3[A 2]. Bien qu'il n'y ait pas de stratification sociale, des tarifs spéciaux sont appliqués aux utilisateurs qui consomment plus de 28 m3 d'eau. L'excédent de trésorerie annuel est d'environ 10 000 dollars qui sont réinvestis dans l'entretien préventif et, dans certains cas, dans des travaux de construction. De cette façon, au cours des 3 dernières années, une installation de captage des eaux a été construite à Quebrada Epaminondas, une autre a été améliorée à la rivière Melendez et un réservoir d'eau d'une capacité de 220 m3 a été construit.
- L'Asociación Acueducto de Río Negro de Popayán, qui a été formé il y a 10 ans en intégrant 10 systèmes d'approvisionnement, fournit 7 000 connexions résidentielles. L'association prépare sa propre usine de traitement de l'eau et se prépare à installer des compteurs à l'aide de l'organisation colombienne Asociados en Desarrollo Rural (ADR) et de l'Agence des États-Unis pour le développement international (USAID).

#### Les zones rurales
La couverture des zones rurales est particulièrement faible en Colombie, compte tenu du niveau de développement économique et du développement du secteur. En utilisant une définition large de l'accès à l'eau, basée sur la définition de l'Organisation mondiale de la santé d'une source d'eau améliorée, l'accès dans les zones rurales en Colombie est de 71 %, alors qu'il est de 81 % au Honduras et de 89 % en Équateur, qui sont des pays plus pauvres que la Colombie.
Outre les conflits armés, il y a d'autres explications à cette situation. Les municipalités ont tendance à utiliser leurs ressources financières de la Sistema General de Participaciones (loi 715 de 2001) principalement dans les zones urbaines. Par ailleurs, il n'existe aucune institution ou programme au niveau national qui offre une assistance technique pour les 12 000 organisations de la communauté rurale. La loi 142 de 1994 attribue cette tâche aux ministères qui ne l'ont pas accomplie de manière satisfaisante jusqu'à présent.
En 2002, l'Inventario Sanitario Rural (ISR) confirme cette situation. Seulement 21 % des organisations de la communauté rurale ont été jugés aptes à effectuer l'entretien et seulement 10 % à l'exploitation du service commercial. Seulement 32 % ont émis des factures et seulement 10 % ont utilisé des mesures de dosage. En 2005, le gouvernement a défini des lignes directrices pour la politique d'approvisionnement en eau de base et d'assainissement dans les zones rurales afin d'accroître la couverture et améliorer la qualité dans ces domaines.

## Des approches novatrices
Depuis 1994, la Colombie a été le pionnier dans de nombreuses approches novatrices pour la fourniture de services de base en général et plus particulièrement pour l'approvisionnement en eau et l'assainissement.
Certaines de ces approches ont été introduites au niveau national, tandis que d'autres ont été lancées au sein d'une ville ou d'une région. Les innovations notables au niveau national sont l'introduction de deux organismes de réglementation économique autonome en 1994:
- La CRA qui sert à développer et à affiner les outils de réglementation dans le secteur de l'eau et de l'assainissement;
- La SSPD, qui a pour but de mettre en œuvre ces outils de réglementation pour l'ensemble des services de base.

L'introduction, en 1994, de strates socio-économiques comme base pour les tarifs spatialement différenciées et l'agrégation spatiale des prestataires de services municipaux dans les petites villes au niveau ministériel permet de bénéficier d'économies d'échelle depuis 2006, avec un fort soutien du gouvernement national.
Une innovation notable initiée par une ville ou une région est la création de sociétés d'économie mixte pour l'approvisionnement en eau en milieu urbain. Ceci a commencé en 1995 à Carthagène, qui a ensuite été suivi par Barranquilla et par d'autres villes du Nord et du centre du pays. Une autre innovation est une association d'organisations communautaires (OCB) d'approvisionnement en eau dans les zones rurales et péri-urbaines dans les départements de Valle del Cauca, de Cauca et de Risaralda au sud-ouest de la Colombie. Elle a débuté à la fin des années 1990 avec l'aide de l'Université de Valle à Cali afin de protéger les bassins versants, de récupérer les sources d'eau et de renforcer les capacités des organisations communautaires à gérer, exploiter et entretenir leurs réseaux d'eau.
De plus, la Colombie possède l'un des plus anciens et plus grands services collectifs en Amérique latine avec les Empresas Públicas de Medellín (EPM) créées en 1955.

## Accès
Après la création de la Junta Nacional de Tarifas en 1968, la couverture nominale des services d'alimentation en eau et d’assainissement a connu une amélioration remarquable entre 1973 et 1985. En effet, durant cette période, la couverture nationale des services d'alimentation en eau est passée de 57,6 % à 70,4 % et celle de l’assainissement est passée de 42,3 % à 59,4 %.
En 2008, selon le programme commun de surveillance de l'Organisation mondiale de la santé et de l'Unicef, 92 % de la population colombienne avait accès à une source d'eau améliorée et 86 % à un assainissement adéquat
,
.
La population rurale, qui représente environ 26 % du total national, a le taux de couverture le plus faible, avec seulement 73 % ayant accès à l'eau potable et 58 % à un assainissement adéquat. La couverture est plus faible sur la côte atlantique (la région Caraïbe), dans la région de l'Orénoquie et en Amazonie.
| En 2008        | En 2008                 | Urbain (74 % de la population) | Rural (26 % de la population) | Total |
| -------------- | ----------------------- | ------------------------------ | ----------------------------- | ----- |
| Eau potable    | Définition large        | 99 %                           | 73 %                          | 92 %  |
| Eau potable    | Raccordement des foyers | 94 %                           | 56 %                          | 84 %  |
| Assainissement | Définition large        | 96 %                           | 60 %                          | 86 %  |

Entre 1990 et 2008, l'accès à l'eau n'a augmenté que légèrement, passant de 88 % à 92 %, et l'accès à l'assainissement a augmenté de 79 % à 86 %.

## Qualité et efficacité du service

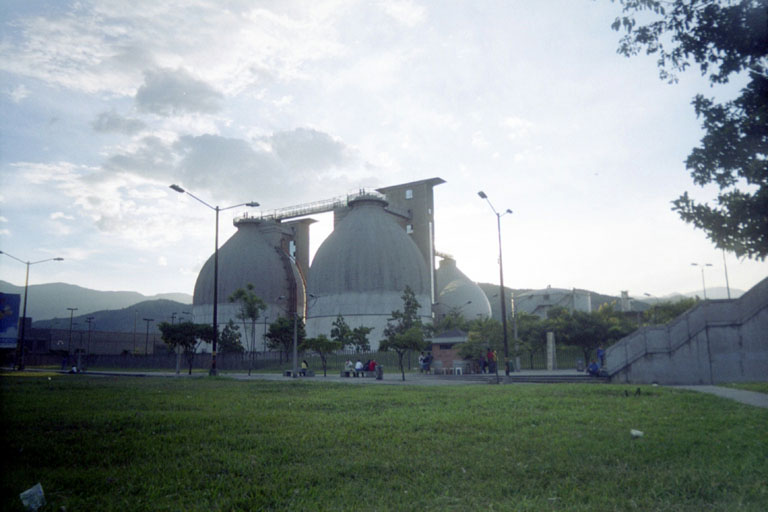
Station d'épuration à Itagüí, dans le département d'Antioquia.

En plus des questions qui se posent sur la couverture des services, le secteur en Colombie de l'eau et de l'assainissement est en butte à des problèmes de qualité de service, même si cette dernière s'est considérablement améliorée au cours des quinze dernières années. Ainsi, les plus grandes villes ont tendance à offrir une meilleure qualité de service que les petites villes et les zones rurales.
- Continuité de l'approvisionnement : la durée moyenne du service d'eau par jour est passée de 15,36 heures en 1993 à 19,82 heures en 2003 au niveau national et était aux environs des 20 heures en 2007[A 3]. Dans les quatre plus grandes villes du pays, le service est continu. Néanmoins, le rationnement de l'eau et les interruptions de l'assainissement sont des incidents ordinaires dans les petites villes et les zones rurales[32].
- Qualité de l'eau potable : selon une enquête de la Superintendencia de Servicios Públicos Domiciliarios (SSPD) en 2004, 72 % des utilisateurs avaient une eau potable de qualité. Dans certains cas, la pression du système d'approvisionnement en eau n'est pas adéquate, augmentant le risque de contamination bactérienne.
- Assainissement : les systèmes de collecte des eaux usées n'ont pas assez de capacité hydraulique pour gérer les flux d'eaux usées, notamment dans les quartiers pauvres, ce qui entraîne le débordement d'eaux usées ainsi que celui d'eaux d'égout.
- Traitement des eaux usées: en 2006, 25 % des eaux usées générées dans le pays ont subi un quelconque traitement. Les 75 % restants sont déversées sans aucun traitement, contaminant une grande partie des ressources naturelles en eau.

En 2006, le taux moyen d'eau non génératrice de revenu (pertes physiques et économiques) est estimé à 49 % en Colombie. Ce taux est supérieur à la moyenne latino-américaine (environ 40 %) et à l'objectif règlementaire fixé à 30 %. Dans le passé, le taux moyen d'eau non génératrice de revenu au niveau national a été estimé à 40 % en 2001, ce qui est presque le même qu'en 1990. Dans les grandes villes du pays, les taux d'eau non génératrice de revenu sont inférieurs à la moyenne nationale (40 % à Bogotá, 35 % à Medellín et 39 % à Cali).

## Aspects financiers

### Tarifs

#### Évolution des tarifs
Entre 1990 et 2001, le tarif moyen de l'eau et de l'assainissement en Colombie est passé de 0,32 $/m3 à 0,81 $/m3, ce qui équivaut à une augmentation de 152 %.

#### Système tarifaire
Le système tarifaire adopté en 1987, s'appliquant au secteur de l'eau, se basait sur celui le secteur électrique, avec trois rangs de consommation pour l'assainissement (basique, complémentaire et de luxe) et avec un tarif du traitement des eaux usées égal à 50 % de la valeur du service d'assainissement de l'eau.
Un nouveau système tarifaire colombien est défini dans la Ley de Servicios Públicos (loi 142 ou loi des services publics) à partir de 1994. Il est fondé sur un schéma de contributions et d'allocations qui a pour but d'assurer l'accès aux services d'approvisionnement de l'eau et d'assainissement à une population aux revenus moindres. Le système tarifaire colombien dans le secteur de l'eau, qui est unique en Amérique latine, est appliqué dans les entreprises publiques, à économie mixte et privées. Il a eu pour conséquence:
- Une augmentation importante des tarifs d'eau et de la capacité d'auto-financement des entreprises de l'eau et de l'assainissement;
- Les municipalités reçoivent davantage de ressources financières pour le secteur;
- Une augmentation significative des investissements et de la couverture;
- Protection des classes socio-économiques défavorisées grâce à la différenciation tarifaire.

Le tarif de base est calculé sur la base des coûts économiques et selon une méthodologie définie au niveau national par le CRA (loi 287 de 2004). Les tarifs sont moins élevés dans le cadre d'une utilisation domestique par rapport à ceux pour une utilisation professionnelle (industries, bureaux, etc.). Les tarifs dans les différentes municipalités ne diffèrent pas en raison des décisions des autorités locales à augmenter les tarifs ou non, mais seulement en raison de la différence de coût des services.
Le tarif de base de chaque prestataire de services doit être réglé par la loi pour des zones géographiques différentes, chacune étant supposée correspondre à une classe socio-économique, en fonction de facteurs d'ajustement qui sont également prévus par la loi. Ce système de tarif par zone est censé fournir des subventions croisées entre les utilisateurs les plus riches et les plus pauvres.
Ce système de subventions croisées se base sur la création de quatre catégories : industrielle, commerciale, officielle et résidentielle. Pour les consommateurs résidentiels, afin de protéger les citoyens à faibles revenus des tarifs trop élevés, chaque municipalité a défini des zones géographiques qui correspondent chacune à une des six classes socio-économiques. La classe 1 représente le groupe aux plus faibles revenus tandis que la classe 6 regroupe les plus hauts revenus. En 2007, les facteurs d'ajustement tarifaire sont les suivants:
| Classe | Facteur d'ajustement tarifaire |
| ------ | ------------------------------ |
| 1      | 30 %                           |
| 2      | 60 %                           |
| 3      | 85 %                           |
| 4      | 100 %                          |
| 5      | 120 %                          |
| 6      | 120 %                          |

Il y a beaucoup plus de citoyens qui vivent dans des zones correspondant aux trois premières classes que ceux qui vivent dans les zones correspondant aux classes 5 et 6. Par exemple, à Bogotá, près de 73 % de la population vit dans les zones de classes allant de 1 à 3, alors que seulement 10 % vit dans des zones classées 5 et 6. Par conséquent, le système tarifaire cause en permanence des déficits qui nécessitent des subventions versées par le gouvernement national. Ces déficits ont seulement commencé à être compensés à partir de l'année 2000 dans un petit nombre de villes, parmi lesquelles on retrouve Manizales, Pereira, Barranquilla, Carthagène des Indes et Santa Marta.

#### Minimum vital d'eau potable
Inspiré par le droit humain à l'eau, deux grandes villes colombiennes ont décidé de fournir gratuitement aux plus pauvres une quantité minimum d'eau potable (Minimo Vital de Agua Potable). Ainsi, en 2009, Medellín a donné gratuitement pour tous ses habitants de strate 1 2,5 m3 d'eau par mois et par personne ou 10 m3 pour une famille de quatre. La ville veut ainsi atteindre cet objectif pour 45 000 ménages et a défini un budget de 25 milliards de pesos pour financer les besoins fondamentaux en eau gratuite et les campagnes de sensibilisation associées. En février 2012, Bogotá a également fourni 6 m3 d'eau gratuite par ménage pour les ménages des strates 1 et 2, couvrant ainsi plus de 1,5 million de ménages, soit 39 % des ménages de la capitale. Le coût annuel est estimé à 60 milliards de pesos.

### Investissements
Entre 1995 et 2003, 3.4 milliards de dollars (7 965 milliards de pesos colombiens) ont été investis dans le secteur, dont 16 % ont été financés par le secteur privé. Depuis 1998, le financement privé a augmenté de près de zéro pour devenir une part importante de l'investissement total. En outre, malgré une baisse en 2001, l'investissement dans le secteur a augmenté depuis 1999.
Le SSPD prévoit un investissement total de 1,47 milliard de dollars (3 289 milliards de pesos colombiens) dans le secteur de l'eau et l'assainissement pour la période allant de 2007 à 2017.
Le ministre de l'Environnement, du Logement et du Développement Territorial a annoncé en mai 2008 que 5.2 millions de dollars (9,2 milliards de pesos colombiens) seront dépensés afin de faciliter la construction d'installations dans les zones sans accès à l'eau potable. Le gouvernement national contrôlera la destination des ressources et garantit la transparence dans le processus de dépense totale. Selon le ministre, la Colombie devrait déjà avoir atteint la pleine couverture en eau potable, compte tenu des investissements passés dans le secteur.

### Financement
Selon le ministère, les investissements ont été principalement financés par trois sources: l'autofinancement, le financement par le gouvernement national et les frais pour l'extraction de pétrole et de carbone.
Une étude de la Banque mondiale estime un investissement de 411 millions de dollars en 2004, qui se répartit comme suit:
- 108 millions $ US (26 %) par les entreprises grâce à l'auto-financement ;
- 249 millions $ US (61 %) par des fonds publics par le biais du SGP ;
- 49 millions $ US (12 %) par les Corporaciones Autónomas Regionales (CAR ou Corporations Autonomes Régionales);
- 5 millions $ US (1 %) via d'autres sources.

Selon le rapport, la moyenne annuelle des transferts du gouvernement national vers les municipalités pour l'approvisionnement en eau et l'assainissement (y compris les déchets solides) a été d'environ 278 millions de dollars entre 1998 et 2001. 86 % de ce financement a été alloué par le SGP comme cela est défini dans la loi 715. Un certain pourcentage de ces ressources a été consacré exclusivement à l'approvisionnement en eau et l'assainissement. Elles vont surtout aux petites municipalités qui présentent des faibles niveaux des revenus. Néanmoins, de nombreuses municipalités utilisent les fonds du SGP consacrés pour l'approvisionnement en eau et à l'assainissement à d'autres fins.
Les corporations autonomes régionales reçoivent l'impôt foncier, les services publics d'électricité, les redevances écologiques pour extraire l'eau et les frais d'évacuation des eaux usées.

### Ouvrages utilisés
- (en) Rui Cunha Marques, Regulation of water and wastewater services : an international comparison, IWA Publishing, 2010, 292 p. (ISBN 978-1-84339-341-2, lire en ligne)

1. 1 2 3 4  p. 69.
2. 1 2 3 4  p. 70.
3. 1 2  p. 71.
4. 1 2 3  p. 72.

### Autres références
- (en) Cet article est partiellement ou en totalité issu de l’article de Wikipédia en anglais intitulé « Water supply and sanitation in Colombia » (voir la liste des auteurs).

1. ↑  (es)[PDF]Diego Fernández, « Colombia: Desarrollo económico reciente en infraestructura », Banque mondiale, septembre 2004 (consulté le 13 octobre 2010), p. 54.
2. 1 2 3  (es)[PDF]Ministère de l'Environnement, du Logement et du Développement Territorial, « Decreto número 3137 », sur minambiente.gov.co, septembre 2006 (consulté le 13 octobre 2010).
3. 1 2  (es) CEPIS, Organisation mondiale de la santé, Organisation panaméricaine de la santé, « Evaluación de los Servicios de Agua Potable y Saneamiento 2000 en las Américas - Colombia », 2000 (consulté le 13 octobre 2010).
4. 1 2 3  (es)[PDF]Diego Fernández, « Colombia: Desarrollo económico reciente en infraestructura », Banque mondiale, septembre 2004 (consulté le 13 octobre 2010), p. 6.
5. 1 2  (es)[PDF]Diego Fernández, « Colombia: Desarrollo económico reciente en infraestructura », Banque mondiale, septembre 2004 (consulté le 22 octobre 2010), p. 35.
6. 1 2 3 4 5  (es)[PDF]Carolina Domínguez Torres, Eduardo Uribe Botero, « Evolución del servicio de acueducto y alcantarillado durante la última década », CEDE, mars 2005 (consulté le 9 octobre 2010), p. 10.
7. ↑  (es)[PDF]Israel Fainboim Yaker, Carlos Jorge Rodríguez Restrepo, « El desarrollo de la infraestructura en Colombia en la década de los noventa », mars 2000 (consulté le 17 octobre 2010), p. 5.
8. 1 2  (es)[PDF]Carolina Domínguez Torres, Eduardo Uribe Botero, « Evolución del servicio de acueducto y alcantarillado durante la última década », CEDE, mars 2005 (consulté le 17 octobre 2010), p. 11.
9. 1 2 3  (es)[PDF]Carolina Domínguez Torres, Eduardo Uribe Botero, « Evolución del servicio de acueducto y alcantarillado durante la última década », CEDE, mars 2005 (consulté le 17 octobre 2010), p. 12.
10. ↑  (es)[PDF]Israel Fainboim Yaker, Carlos Jorge Rodríguez Restrepo, « El desarrollo de la infraestructura en Colombia en la década de los noventa », mars 2000 (consulté le 17 octobre 2010), p. 7.
11. 1 2  (es)[PDF]Carolina Domínguez Torres, Eduardo Uribe Botero, « Evolución del servicio de acueducto y alcantarillado durante la última década », CEDE, mars 2005 (consulté le 17 octobre 2010), p. 13.
12. 1 2  (es)[PDF]Carolina Domínguez Torres, Eduardo Uribe Botero, « Evolución del servicio de acueducto y alcantarillado durante la última década », CEDE, mars 2005 (consulté le 18 octobre 2010), p. 14.
13. ↑  (es)[PDF]« Loi 81 de 1988 », décembre 1988 (consulté le 18 octobre 2010).
14. ↑  (es)[PDF]Carolina Domínguez Torres, Eduardo Uribe Botero, « Evolución del servicio de acueducto y alcantarillado durante la última década », CEDE, mars 2005 (consulté le 18 octobre 2010), p. 15.
15. 1 2 3  (en)[PDF]Andrés Gómez-Lobo, Marcela Meléndez, « Social policies and private sector participation in water supply – the case of Colombia », UNRISD, avril 2007 (consulté le 18 octobre 2010), p. 5.
16. 1 2  (es) République colombienne, « Loi 142 de 1994 », juillet 1994 (consulté le 7 octobre 2010).
17. ↑  Vincent Gouëset, « Les contradictions des réformes de l'eau potable en Colombie. L'exemple de l'aire métropolitaine de Bogotá », 2004 (consulté le 29 septembre 2010).
18. ↑  (es)[PDF]Diego Fernández, « Colombia: Desarrollo económico reciente en infraestructura », Banque mondiale, septembre 2004 (consulté le 12 octobre 2010), p. 17.
19. ↑  (es)[PDF]Diego Fernández, « Colombia: Desarrollo económico reciente en infraestructura », Banque mondiale, septembre 2004 (consulté le 12 octobre 2010), p. 18.
20. ↑  (es) République colombienne, « Décret no 287 de 2004 », juillet 2004 (consulté le 28 octobre 2010).
21. ↑  (es) « Comisión de Regulación de Agua Potable y Saneamiento Básico : Dónde estamos » (consulté le 25 octobre 2010).
22. ↑  (es) République colombienne, « Asegurar que se presten a sus habitantes, de manera eficiente, los servicios domiciliarios de acueducto, alcantarillado [...] por empresas de servicios públicos... », Loi 142 de 1994, juillet 1994 (consulté le 7 octobre 2010)
23. ↑  (es)[PDF]Diego Fernández, « Colombia: Desarrollo económico reciente en infraestructura », Banque mondiale, septembre 2004 (consulté le 13 octobre 2010), p. 7.
24. ↑  (en) PR Newswire, « Emcali Risk Highlighted by Cali City Council Action, says DCR », mars 2000 (consulté le 25 octobre 2010).
25. ↑  (en)[PDF]Banque mondiale, « Local Solutions Improve Water Supply and Sanitation Services in Colombia »(Archive.org • Wikiwix • Archive.is • Google • Que faire ?), mars 2006 (consulté le 25 octobre 2010).
26. 1 2  (en) PPI Database, « Country Snapshots Colombia » (consulté le 25 octobre 2010).
27. ↑  (es)[PDF]Mariela García Vargas, « Asociación de Organizaciones Comunitarias Prestadores de Servicio de Agua y Saneamiento en el Soreste de Colombia », Instituto Cinara - Universidad del Valle (consulté le 25 octobre 2010).
28. 1 2  (en) « Estimations de la couverture en eau améliorée (OMS / UNICEF JMP) », sur wssinfo.org, mars 2010 (consulté le 6 octobre 2010).
29. 1 2  (en) « Estimations de la couverture en assainissement amélioré (OMS / UNICEF JMP) », sur wssinfo.org, mars 2010 (consulté le 6 octobre 2010).
30. ↑  (en) « Statistiques sur l'approvisionnement en eau et l'assainissement », sur wssinfo.org (consulté le 6 octobre 2010).
31. ↑  (es)[PDF]Diego Fernández, « Colombia: Desarrollo económico reciente en infraestructura », Banque mondiale, septembre 2004 (consulté le 22 octobre 2010), p. 20.
32. ↑  (es)[PDF]Diego Fernández, « Colombia: Desarrollo económico reciente en infraestructura », Banque mondiale, septembre 2004 (consulté le 22 octobre 2010), p. 21.
33. ↑  (es)[PDF]Israel Fainboim Yaker, Carlos Jorge Rodríguez Restrepo, « El desarrollo de la infraestructura en Colombia en la década de los noventa », mars 2000 (consulté le 22 octobre 2010), p. 13.
34. ↑  (es)[PDF]Carolina Domínguez Torres, Eduardo Uribe Botero, « Evolución del servicio de acueducto y alcantarillado durante la última década », CEDE, mars 2005 (consulté le 22 octobre 2010), p. 9.
35. ↑  (en) Susanne Neubert, Waltina Scheumann, Martin Kipping, Water politics and development cooperation: local power plays and global governance, éd. Springer, 2008, p. 251  (ISBN 9783540767060)
36. ↑  (es) République colombienne, « Loi 142 de 1994 », Chapitre IV, juillet 1994 (consulté le 7 octobre 2010).
37. ↑  (es)[PDF]Diego Fernández, « Colombia: Desarrollo económico reciente en infraestructura », Banque mondiale, septembre 2004 (consulté le 22 octobre 2010), p. 56.
38. ↑  (es)[PDF]Diego Fernández, « Colombia: Desarrollo económico reciente en infraestructura », Banque mondiale, septembre 2004 (consulté le 22 octobre 2010), p. 55.
39. ↑  (es) « Mínimo Vital de Agua Potable en el Municipio de Medellín », avril 2011 (consulté le 13 février 2013)[PDF].
40. ↑  (es) « Estratos 1 y 2 en Bogotá tendrán rebaja en servicio de agua », El Espectador, 15 février 2012 (consulté le 13 février 2013).
41. ↑  1 peso colombien = 0,000 425 5 dollar américain, (31/12/2004)
42. ↑  1 peso colombien = 0,000 447 0 dollar américain, (31/12/2006)
43. ↑  1 peso colombien = 0,000 570 0 dollar américain, (01/05/2008)